# Patrick Péra
Pour les articles homonymes, voir Pera.
Patrick Péra, né le 17 janvier 1949 à Lyon 6e, est un patineur français qui a remporté deux médailles de bronze aux Jeux olympiques de Grenoble en 1968 et de Sapporo en 1972.

## Biographie

### Carrière sportive
Patrick Péra a découvert le patinage à l'âge de cinq ans et demi lors de vacances à Villard-de-Lans. Il y a vite pris goût et commence à s'entraîner avec Paul Gaudin à Lyon. Deux ans plus tard, il s'entraîne à Paris avec toujours Paul Gaudin mais également Jacqueline Vaudecrane qui est impressionnée par les dons, l'équilibre et le charme d'un gamin qu'elle surnommera plus tard "l'Alain Delon du patinage, car il est net, soigné, élégant sur la glace comme dans la vie".

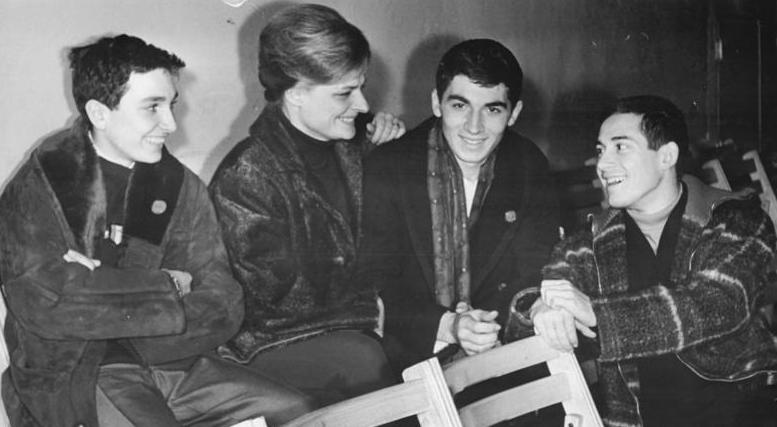
Patrick Péra (à gauche) en 1964 avec Marianne Toutai-Renault, Robert Dureville et Philippe Pélissier.

En 1966, Patrick Péra obtient à Boulogne son premier titre de champion de France qu'il conservera jusqu'en 1972. Au total il sera sept fois de suite champion de France. Au niveau européen, Patrick Péra obtiendra trois médailles après avoir échoué au pied du podium pendant trois années consécutives de 1966 à 1968. Il devient vice-champion d'Europe en 1969 à Garmisch-Partenkirchen et en 1970 à Leningrad, et obtient une médaille de bronze en 1972 à Göteborg.
Lors des championnats du monde, il remporte sa première médaille (le bronze) dès 1968 aux championnats organisés à Genève. L'année suivante, il confirme sa médaille de bronze aux championnats du monde à Colorado Springs. En 1971, il devient vice-champion du monde aux championnats organisés en France à Lyon.
Il complète sa collection de médailles par le bronze olympique remporté deux fois aux Jeux de 1968 à Grenoble et aux Jeux de 1972 à Sapporo. Lors de ses derniers jeux au Japon, Patrick Péra est porte-drapeau de la délégation française à la cérémonie d'ouverture, comme l'avaient été ses illustres prédécesseurs Alain Giletti aux Jeux de 1952 à Oslo et Alain Calmat aux Jeux de 1964 à Innsbruck.
Néanmoins Patrick Péra ne réussit jamais à gagner une médaille d'or en compétition internationale, ni aux championnats d'Europe, ni aux championnats du monde, ni aux Jeux olympiques.

## Hommage
Lors de l'exposition célébrant le cinquantième anniversaire des Jeux olympiques d'hiver de 1968 à Grenoble, le musée dauphinois expose ses patins à glace.

## Distinction
Il est nommé Gloire du sport par la Fédération des internationaux du sport français (FISF) en 2023.

## Palmarès
| Jeux olympiques d'hiver |     |     |     |     | 3e  |     |     |     | 3e  |
| Championnats du monde   | 14e | 15e | 6e  | 7e  | 3e  | 3e  | 4e  | 2e  |     |
| Championnats d’Europe   |     |     | 4e  | 4e  | 4e  | 2e  | 2e  | F   | 3e  |
| Championnats de France  |     | 3e  | 1er | 1er | 1er | 1er | 1er | 1er | 1er |
| Légende : F = Forfait   |     |     |     |     |     |     |     |     |     |